# Medina obscurella
Medina obscurella là một loài ruồi trong họ Tachinidae.